# Alexis Carrel
Alexis Carrel (28. června 1873, Lyon – 5. listopadu 1944, Paříž) byl francouzský lékař a eugenik. V roce 1912 obdržel Nobelovu cenu za fyziologii a medicínu za práce týkající se sešívání cév a transplantace. Jeho techniky šití a pokusy s přenosy orgánů byly základem pro cévní chirurgii, kardiochirurgii a transplantologii. Je po něm pojmenován menší kráter (16km) na Měsíci (Mare Tranquillitatis).

## Život
Alexis Carrel se narodil 28. června 1873 v Lyonu jako syn obchodníka. Otec brzy zemřel a vychovávala jej matka. Studoval ve škole sv. Josefa a na univerzitě v Lyonu, kde získal v r. 1900 titul doktora medicíny. Již během studia se zaměřil na cévní chirurgii, stal se členem učitelského sboru. Ve funkci prosektora učil anatomii a experimentální chirurgii. Vypracoval nové operační techniky cévního stehu, používal velmi jemné jehly a nástroje. Při operacích dbal o přísné dodržování sterility, a proto nedocházelo ke komplikacím s bakteriální infekcí. O svých zkušenostech psal články do vědeckých časopisů již od roku 1896. V roce 1902 publikoval v Lyons Medical techniku pro konečnou anastomózu krevních cév. Na univerzitě jeho práce nebyla náležitě hodnocena, lékařská fakulta ho odmítla přijmout do svého chirurgického týmu, a proto se rozhodl opustit Francii. Přispělo k tomu i jeho svědectví o zázraku v Lurdech, které poškodilo jeho pověst mezi akademickou komunitou.
Od roku 1904 Carrel pracoval na katedře fyziologie univerzity v Chicagu, kde ve spolupráci s Charlesem Guthriem vyvinuli unikátní metodu cévního stehu. Nedostatečné finanční zajištění výzkumu na univerzitě přimělo Carrela v roce 1906 k přestupu do Rockefellerova institutu v New Yorku. Zabýval se možností transplantací tkání a celých orgánů. V roce 1908 provedl první autotransplantaci ledvin psa a pokračoval i s jinými orgány (srdce, štítná žláza). Byl průkopníkem transplantace orgánů. Zaměřil se na kardiochirurgii a v roce 1910 provedl první experimentální bypass. V roce 1912 získal Nobelovu cenu za fyziologii a lékařství jako uznání práce v oblasti cévních stehů a experimentální transplantace tkání a orgánů. Ve svých devětatřiceti letech se stal nejmladším laureátem a prvním vědcem odměněným za svou práci mimo svou vlastní zemi. Jeho pokusy s uchováním srdce kuřete v živném roztoku na dlouhou dobu otevřely cestu dalším odvětvím výzkumu
- zachování lidských tkání a orgánů pro možné transplantační účely
- přesná doba života různých orgánů.

V roce 1913 se oženil s Anne-Marie-Laure Gourlez de La Motte, vdovou s jedním synem. Vlastní děti neměl.
V roce 1914 se po vypuknutí války vrátil do Francie a ve francouzské armádě sloužil jako lékař. Vedl nemocnici a výzkumné středisko v Compiègne, kde mu manželka pomáhala jako zdravotní sestra. S anglickým chemikem Henrym Drysdale Dakinem zavedl nový způsob léčby poranění (známý pod názvem Carrel-Dakinova metoda) a zachránil tak mnoho životů. Za jeho objevy a zásluhy mu byl udělen řád Čestné legie a další vyznamenání z USA, Belgie, Velké Británie a Švédska. 
Po návratu do Rockefellerova institutu se stal prvním ředitelem nové nemocnice určené k výcviku vojenských a civilních chirurgů a jejich pomocníků.
V oblasti výzkumu se zabýval možností použití umělého srdce a s Charlesem Lindberghem pracoval na vytvoření mimotělního oběhu a možnosti uchování orgánů vyňatých z těla pro transplantaci. V roce 1938 spolu napsali knihu Kultura orgánů. Ve spolupráci s francouzským chirurgem Theodorem Tuffierem, který byl průkopníkem hrudní chirurgie, provedl Carrel na srdci úspěšnou sérii valvotomií a ve spolupráci s M.T. Burrowsem vyvinul sarkomové buňky v tkáňových kulturách technikou Harrison.
V roce 1935 publikoval knihu Člověk, tvor neznámý (Man, the Unkonwn), která zaznamenala celosvětový úspěch, ale stala se také předmětem diskusí. Jako stoupenec eugeniky vyjádřil názor, že vědecké poznatky by mohly přinést lidstvu osvobození od nemocí, dlouhověkost a duchovní pokrok.
V červenci 1938 odešel z Rockefellerova institutu, neboť dosáhl věkové hranice 65 let. Vrátil se do Francie dva měsíce před začátkem 2. světové války. Stal se členem zvláštní mise pro francouzské ministerstvo zdravotnictví, kde působil po dobu jednoho roku. Vyvinul techniky zachování krve a navrhl mobilní vojenskou nemocnici, kterou poprvé použili Britové v severní Africe.
Inicioval vytvoření Nadace pro studium lidských problémů a její vědecké centrum s podporou maršála Petaina zahájilo činnost v roce 1942 na území Vichistické Francie ve městě Meudon. Carrel se stal jejím ředitelem. Přál si spojit vědecké poznatky různých oborů a využít je pro ochranu, zlepšení a rozvoj francouzského obyvatelstva ve všech jeho aktivitách. Po osvobození Carrelovi a jeho nadaci kvůli stykům s vichistickým režimem hrozilo od prozatímní vlády Francouzské republiky (GPRF) pozastavení činnosti a rozpuštění nadace. Na zásah amerických spojenců bylo od toho upuštěno.
Alexis Carrel zemřel v Paříži 5. listopadu 1944 na zápal plic a srdeční selhání. Je pohřben v malé kapli na ostrově Saint-Gildas v Côtes-d'Armor v Bretani, který zakoupil v roce 1922 za odměnu spojenou s udělením Nobelovy ceny.
Carrel byl oceněn členstvím ve studijních společnostech v USA, Španělsku, Rusku, Švédsku, Nizozemsku, Belgii, Francii, Vatikánu, Německu, Itálii a Řecku a čestnými doktoráty univerzit v Belfastu, Princetonu, Kalifornii a New Yorku a Brown a Columbia univerzity. Byl rytířem francouzského řádu Čestné legie a držitelem belgického Leopoldova řádu, švédského Řádu polární hvězdy a mnoha dalších ocenění ze Španělska, Srbska, Velké Británie a Vatikánu.

## Polemika
V devadesátých letech 20. století se ve Francii stala osoba Alexise Carrela předmětem kritiky, když byl označen za stoupence národně socialistické teorie s odkazem na jeho názory publikované v knize Člověk tvor neznámý a jeho vazby na maršála Pétaina, Lindbergha, Henryho Forda i členství v kolaborantských politických stranách během 2. světové války. Pod tlakem levicových a antirasistických sil bylo jméno Alexise Carrela odstraněno z názvu lékařské fakulty univerzity v Lyonu a byly přejmenovány ulice v několika městech ve Francii a Kanadě. 

## Citáty
- Ti, kdo nevědí, jak bojovat se starostmi, umírají mladí.

- Ti, kdo si uprostřed zmatku moderního velkoměsta dovedou zachovat vnitřní klid, jsou imunní proti nervovým chorobám!